# 十三村
十三村（じゅうさんむら）は、かつて青森県にあった村。

## 地理
- 西側は日本海に面している。
- 河川 - 岩木川、山田川、鳥谷川、今泉川
- 湖沼 - 十三湖、前潟、後潟、明神沼

## 施設
- 十三郵便局
- 十三中学校
- 十三小学校

## 沿革
- 1889年（明治22年）4月1日 - 町村制施行により西津軽郡十三村が村制施行し、十三村が発足。
- 1955年（昭和30年）3月31日 - 北津軽郡相内村、脇元村と合併し、市浦村となり消滅。